# L'ultimo dei Bergerac
L'ultimo dei Bergerac è un film italiano del 1934 diretto da Gennaro Righelli.